# نخو یکم
منخِپرره یا نخو یکم (مصریان باستان: Nekau,=Petrie/> یونانی باستان: Νεχώς Α' یا Νεχώ Α', اکدی: Nikuu بین سال‌های ۶٧٢-۶۶۴ پیش از میلاد در نزدیکی ممفیس) حاکم شهر باستانی سائیس در مصر باستان بود. وی اولین پادشاه محلی از دودمان بیست‌وششم مصر بود و به مدت ٨ سال سلطنت کرد (۶٧٢-۶۶۴ قبل از میلاد). مصر توسط پسر و جانشینش پسامتیک یکم دوباره متحد شد.

## زندگینامه
در سال ۶٧٢ پیش از میلاد مسیح مطابق با تبارنامه سلطنتی مصر باستان نخو حاکم سائیس شد و یک سال بعد آشوریان به رهبری اسرحدون به مصر حمله کردند. نخو به یکی از دست‌نشاندگان اسرحدون تبدیل شد، و اسرحدون دارایی‌های وی را تأیید کرد و همچنین مناطق جدیدی را به وی داد که شهر ممفیس را نیز شامل می‌شد. 
در سال ۶۶٩ قبل از میلاد، پادشاه تهارقا از دودمان بیست و پنجم مصر از جنوب به سمت دلتای نیل و پادشاهی‌هایی که رسماً تحت کنترل آشور بودند، پیشروی کرد. اسرحدون هنگامی که از این موضوع آگاه شد خود را آماده کرد تا برای دفع مهاجم به مصر برگردد، اما ناگهان درگذشت. مرگ اسرحدون منجر به یک بحران سیاسی در امپراتوری آشوری نو شد اما در پایان پسرش آشوربانی‌پال موفق شد به پادشاه جدید بلامنازع تبدیل شود. ضدحمله برنامه‌ریزی شده توسط پدرش در ۶۶٧/۶۶۶ پیش از میلاد صورت گرفت. تهارقا شکست خورد و به تبس رانده شد، اما آشوربانی‌پال دریافت که پادشاه فراری و برخی از حکام مصر سفلی - به نام "پکرور" از "پیاشپتو"، "شارلوروداری" از "" اوینو "(شاید پلوزیوم) و نخو یکم علیه او نقشه می‌کشیدند. پادشاه آشور توطئه‌گران را دستگیر کرد، بخشی از جمعیت شهرهای تحت کنترل خود را کشت و زندانیان را به نینوا تبعید کرد.
به‌طور غیر منتظره‌ای، نخو توسط پادشاه آشور مورد عفو قرار گرفت و با دارایی‌های قبلی خود و همچنین بسیاری از مناطق جدید به عنوان هدیه به سائیس بازگردانده شد، در حالی که پسرش پسامتیک (به نام "نبو-سزیبانی" به زبان اکدی) شهردار Athribis شد. گفته شده که آشوربانی‌پال با بزرگواری‌اش امیدوار است که به وفاداری یک فرد اعتماد کند و به دلیل منافع مشترک، متحد مصر در صورت حمله دیگر به رهبری فراعنه سلسله بیست و پنجم و شاید برای ایجاد انگیزه و تقویت رقابت بین این دو خانواده (یعنی دودمان بیست و پنجم مصر و دودمان بیست و ششم مصر) بوده باشد. طبق سوابق تاریخی، نخو یکم در سال ۶۶۴ پیش از میلاد در نزدیکی ممفیس در حالی که از قلمرو خود در برابر حمله جدید کوش به رهبری Tantamani، برادرزاده و جانشین تهارقا دفاع می‌کرد، کشته شد. این در حالی بود که پسامتیک تحت حمایت آشوربانی‌پال به نینوا گریخت. در پی این حمله نوبی به دلتای مصر (۶۶٣/۶۶۴ پ.م)، نیروهای مهاجم نوبی توسط آشوریانی که به پیشروی به سمت جنوب به مصر علیا ادامه دادند و تبس را اشغال نمودند، دفع شد.
با امنیت دوباره دلتای نیل، پسامتیک یکم به حکمرانی کاخها و سرزمین‌های پدر مرده‌اش منصوب شد. بعداً، وی در نهایت در اتحاد مجدد مصر تحت کنترل خود موفق بود.

### خانواده
مصرشناس دانمارکی کیم ریهولت، ادعاهایی راجع به نخو یکم مطرح کرد: با مطالعه پاپیروس از تبتنیس، وی اظهار داشت که نخو یکم پسر پادشاهی به نام تفناخت (به انگلیسی: Tefnakht) بود، احتمالاً تفناخت دوم. ریولت همچنین وجود نکائوبا را که شاه پیشین ادعا شده نخو یکم و احتمالاً برادرش بود، مورد بحث قرار داد. ریهولت پیشنهاد داد كه به جای آن، اسناد معدود و مشكوك مربوط به نكائوبا را به نخو دوم منتسب كنیم و نخو یکم جانشین مستقیم تفناخت دوم بود.
مورخ فرانسوی کریستین ستیپانی معتقد است که نخو با ایستمابت (به انگلیسی: Istemabet) ازدواج کرد و آنها والدین پسامتیک یکم بودند.
طبق گفته مصرشناس بریتانیایی کنت کیتن، ممکن است که شاهزاده‌خانم تا-خرد-ان-تا-ایهت (به انگلیسی: Ta-khered-en-ta-ihet-) [وارث] دختر نخو باشد، که در ازدواج سیاسی به پدیسی حاکم محلی هراکلئوپولیس داده شده است.
یک سنگ‌فرش سنگ آهکی گمشده از لوکسور یک معبد مقدس آمون به نام مرسامون همراه با یک فرم سائیت از اوزیریس و Adoratrice Divine of Amun Shepenupet II را به تصویر می‌کشید. مرسامون را "دختر سلطنتی ارباب دو سرزمین ، Nec [...]" می نامند ، نام آخر که در یک کارتو سلطنتی نوشته شده است.  به نظر می‌رسد که پدر سلطنتی مرسامون کسی نبوده است به جز نخو یکم که دخترش را به منطقه آمون-رع در کارناک فرستاد و بدین ترتیب نفوذ کوشی‌ها در شهر تبس آغاز شد.